# جوزيف روبنسون
جوزيف روبنسون (بالإنجليزية: Joseph Robinson)‏ هو ملحن وكاتب أغاني أيرلندي، ولد في 16 أغسطس 1815، وتوفي في 23 أغسطس 1898.

## وصلات خارجية
- جوزيف روبنسون على موقع ميوزك برينز (الإنجليزية)
- جوزيف روبنسون على موقع ديسكوغز (الإنجليزية)